# Heterixalus luteostriatus
Heterixalus luteostriatus là một loài ếch thuộc họ Hyperoliidae.
Đây là loài đặc hữu của Madagascar.
Môi trường sống tự nhiên của chúng là rừng khô nhiệt đới hoặc cận nhiệt đới, đầm nước, đầm nước ngọt, đầm nước ngọt có nước theo mùa, đất canh tác, các vùng đô thị, rừng trước đây suy thoái nghiêm trọng, ao, đất có tưới tiêu, và đất nông nghiệp có lụt theo mùa.

## Hình ảnh

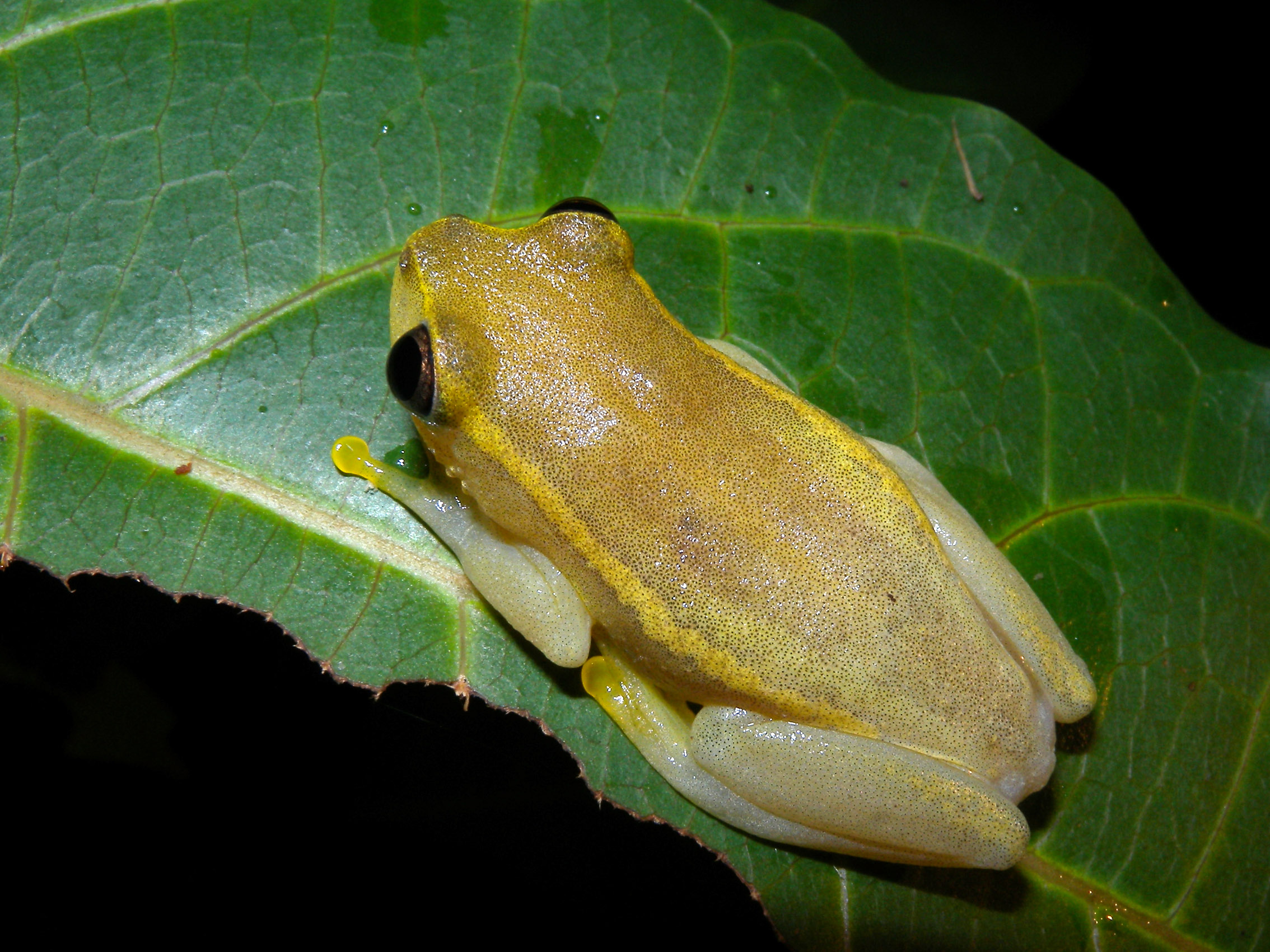